# District de Chinchaypujio
Au Pérou, le district de Chinchaypujio est l’un des huit districts de la province d'Anta située dans le département de Cusco.